# La Famille Carver
Pour les articles homonymes, voir Carver.
La Famille Carver (The Mountain) est une série télévisée américaine en treize épisodes de 42 minutes, créée par Gina Matthews, Grant Scharbo et David Barrett, diffusée entre le 22 septembre 2004 et le 2 janvier 2005 sur le réseau The WB.
En Belgique, la série a été diffusée à partir du 3 décembre 2005 sur Plug TV et en France à partir du 24 mars 2007 sur TF1.

## Synopsis
Un jeune homme, David Carver Jr., doit retourner chez lui après la mort de son grand-père afin de reprendre les rênes de l'entreprise familiale, une station de ski réputée. David doit s'occuper de celle-ci tout en faisant face à sa famille qu'il n'a pas vue pendant plusieurs années.

## Distribution

### Acteurs principaux
- Oliver Hudson (VF : Didier Cherbuy) : David Carver Jr.
- Anson Mount (VF : Renaud Durand) : Will Carver
- Tara Thompson (VF : Marie-Eugénie Maréchal) : Shelley Carver
- Penn Badgley (VF : Hervé Grull) : Sam Tunney
- Elizabeth Bogush (en) (VF : Marianne Leroux) : Max Dowling
- Alana de la Garza (VF : Chantal Baroin) : Maria Serrano
- Tommy Dewey (en) (VF : Tony Marot) : Michael Dowling
- Johann Urb (VF : Antoine Nouel) : Travis Thorson
- Mitch Pileggi (VF : Jacques Albaret) : Colin Dowling
- Barbara Hershey (VF : Blanche Ravalec) : Gennie Carver

### Acteurs récurrents et invités
- Kaylee DeFer : Scarlett
- Matt Bellefleur : Fergie
- Sam Easton (en) : Blake
- Brett Cullen : John « Whit » Whitman
- Martin Cummins : Eric Toth
- Chad Everett : David Carver Sr. (pilote)

 Source et légende : version française (VF) sur RS Doublage

## Production
En février 2004, The WB commande un pilote du projet de série mettant en vedette Oliver Hudson. Le casting début le mois suivant avec Barbara Hershey et Anson Mount, Mitch Pileggi, Chad Everett, Elizabeth Bogush, Tommy Dewey, Alana De La Garza et Penn Badgley, rejoint en avril par Johann Urb.
La série est commandée le 11 mai 2004, et lors des Upfronts, place la série dans la case du jeudi à 20 h. Deux jours plus tard, Fox relocalise sa série à succès aussi produite par McG, Newport Beach (The O.C.), dans cette même case pour l'automne. Au début juin, The WB déplace finalement sa nouvelle série les mercredis.
Après la diffusion de cinq épisodes, The WB commande quatre scripts supplémentaires et déplace la série dans la case du dimanche occupée par Jack et Bobby, qui a déjà reçu une commande de saison complète. Les deux derniers épisodes de la famille Carver ont finalement été "brûlés" entre Noël et Jour de l'An.

## Épisodes
1. L'Héritage (Pilot)
2. Rendez-vous raté (Unbroken)
3. Soirée plage (On the Beach)
4. Eaux troubles (Water)
5. Bal masqué (Masquarade)
6. Double tranchant (Best Laid Plans)
7. La Lettre (The Letter)
8. De surprise en surprise (A Piece of a Rock)
9. Le Père prodigue (Pop Psychology)
10. Un père à tout prix (The One You're With)
11. Le Point de non retour (Sacred Things)
12. Les Liens du sang (Blood Money)
13. Fausses alertes (Great Expectations)

## Commentaires
La série a été tournée en Colombie-Britannique, à Vancouver et Whistler.